# Letur
Letur er en by og kommune i det sydøstlige Spanien i provinsen Albacete. Den har et indbyggertal på 922 (2024) indbyggere.